# باعث الجحيم: ديدر (فلم)
باعث الجحيم: ديدر (بالإنجليزية: Hellraiser: Deader) هو فيلم رعب تم إنتاجه في الولايات المتحدة ورومانيا وصدر سنة 2005 بطولة دوغ برادلي وكاري فوهرر, وهو الجزء السابع من سلسلة أفلام «باعث الجحيم».

## القصة
تكتشف صحفية مجموعة سرية يمكنها إعادة الموتى إلى الحياة وتنجذب ببطء إلى عالمهم.

## الميزانية والإيرادات
كلف الفيلم حوالي 4 ملايين دولار.

## وصلات خارجية
مقالات تستعمل روابط فنية بلا صلة مع ويكي بيانات